# ツキノワグマ
ツキノワグマ（月輪熊、学名: Ursus thibetanus）は、哺乳綱食肉目クマ科クマ属に分類される食肉類。別名アジアクロクマ、ヒマラヤグマ。

## 形態
頭胴長（体長）120 - 180センチメートル。尾長6 - 10.5センチメートル。体重オス50 - 120キログラム、メス40 - 70キログラム。最大体重173キログラム。肩が隆起せず、背の方が高い。全身の毛衣は黒いが、赤褐色の個体もいる。胸部に三日月形やアルファベットのV字状の白い斑紋が入り、和名の由来になっている、一方でこの斑紋がない個体もいる。
ヒグマとツキノワグマでは歯の数が違い、後者の方が少ない。進化に関係しているという説もある。歯には年輪のような模様が出ることで知られ、顕微鏡下でこれを数えることで年齢を推定できる。このため、クマの調査ではしばしば抜歯が行われる。
歩行時はつま先からかかとまで地面につける蹠行でヒトと同じタイプである。このため後足で立ち上がった時にも比較的安定している。
消化器官は肉食動物に近く、胃は一つである。
眼や耳介は小型。乳頭の数は3対。

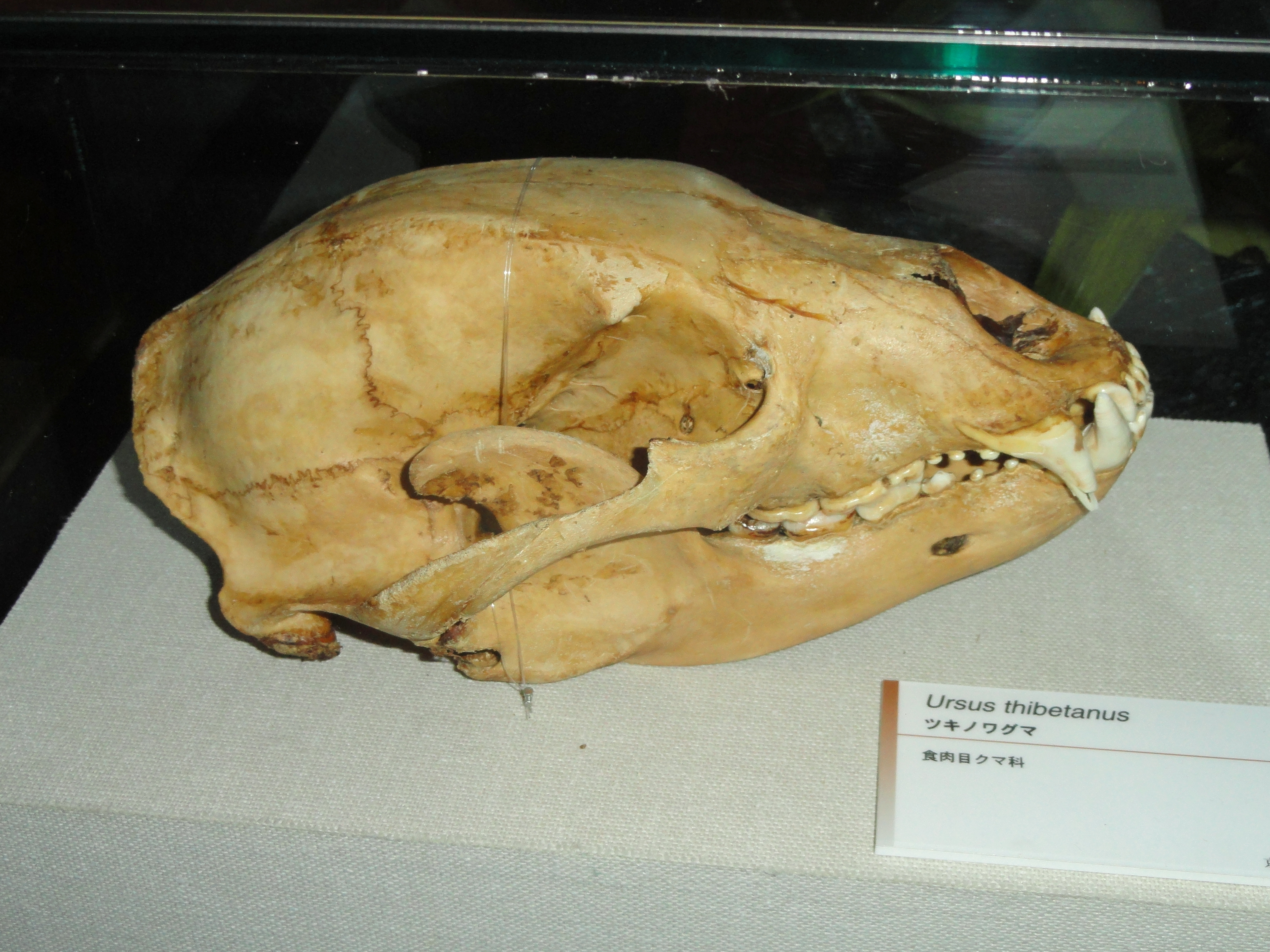
頭骨
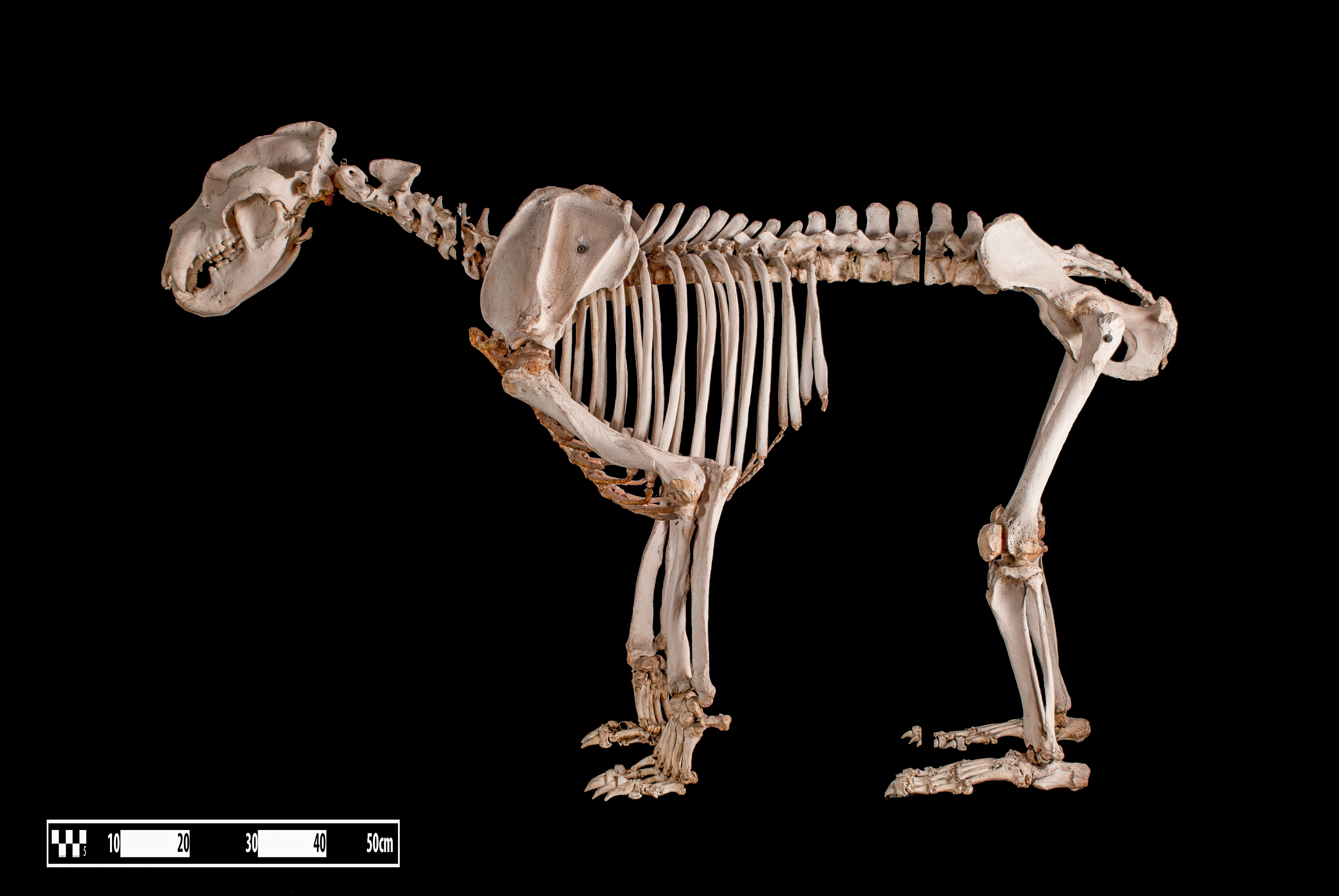
骨格

## 生態
森林に生息する。原則的に昼行性とされるが、季節や人間活動によって生活リズムを変えているという報告も多い。このような現象はクマ以外でも報告されている。
食性は植物食中心の雑食性である。殆どの時期で植物の葉、果実、種子などの植物食を主食としているが、初夏は肉食傾向が強くなるという。動物質のものを食べる場合も殆どは昆虫である。特にアリを食べているという報告が多い。夏の針葉樹人工林でしばしばクマが見られるのは林内に放棄された間伐材などに巣を作ったアリが目当てだとみられている。盛夏から秋にかけてはドングリが主食となる。ドングリにはタンニンが大量に含まれ多食は有害であるが、ツキノワグマの唾液にはタンニンを中和する成分が含まれているという。日本産個体が食べた植物の種類は橋本・高槻（1997）の総説が一覧表としてまとめている。中国西部の個体群は初夏にタケノコをよく食べるという。日本でも初夏にはササのタケノコをよく食べており、これに関係する事故が多い。
他の動物を捕食した例としてはニホンカモシカ、ニホンジカなどを中心に何件か報告されている。鳥類とサワガニも僅かに報告がある。浅間山南麓では2010年代以降に人間が仕掛けた罠にかかったニホンジカをクマが襲うという事例が複数観察されており、クマが襲うのはシカの雌成獣と幼獣だけだという。肉食の際に食べきれなかった獲物には土をかけて隠し、後で掘り返して食べるという習性がある。これはホッキョクグマ以外の多くのクマで見られる。
ツキノワグマの食性は個体差が大きいと言われている。シカの個体数の増減とクマの食性を調べた結果、性別や年齢は食性に関係している。特に雄成獣にはシカが減少しても肉食傾向を続ける個体がいるという。糞便分析では細かい破片の同定には限界があったが、首輪型カメラなどの新技術により、個体ごとの餌の嗜好性が分かるようになりつつある。
食性分析の方法として、観察、糞便分析やカメラなどと共に使われるのが、体内組織中の安定同位体比から食べたものを推定する方法である。生物に対して用いる場合は主要構成要素である窒素および炭素の同位体比を中心に比較する。分析設備が大掛かりになりできる場所は限られるが、カメラと違い電池切れを気にせず、また分析対象に腐りにくい骨を使えば、死後相当の時間が経った過去のものでも推定できるのが利点である。ツキノワグマでも世界各地でこの手法による食性の推定が行われている。C3型植物とC4型植物では安定同位体比に差が出ることが知られており、これを利用してクマが好むC4型の植物、特にトウモロコシについて加害した個体かどうかを推測する試みもなされている。
木登りは得意でしばしば樹上に居座り、枝を折って枝先の果実などを食べている。この時折られた枝を積み重ねたものをしばしば残し、これを「クマ棚」と呼ぶ。クマ棚を作った数と樹木の結実状況を観察したところ、クマ棚が形成される木は結実量が多いこと、山全体が凶作の年はクマ棚の数が増えることが観察されている。クマは個々の樹木や山全体の結実状況をよく観察して、効率よく餌を採れるように登る木を選んでいるとみられる。
糞は下痢をしていなければ半練り状のもので、色は食物によって変わる。クマの消化器官は肉食動物のものに近く、植物質のものの消化能力はそれほど高くない。クマの糞には様々な食糞性昆虫が集まる。奥多摩での観察ではコガネムシは18種が観察されクマに特異的なものは見られなかった。食糞性昆虫は糞内部の植物種子を土壌中に移動させる働きがあると見られているが、この辺の研究は日本では進んでいない。冬眠中の個体は食事を摂らず排泄も行わない。これを「とめ糞(留糞)」と呼ぶ。冬眠明けには塊状の糞を排便し、これは冬眠を終えた証拠の一つとされている。冬季に捕獲された個体を観察するとき直腸内のとめ糞の有無を確認することで、冬眠していた個体か否かを判断することができる。
冬眠中の排泄、摂食などは動物によって異なる。クマは排便のみならず排尿もしないが、生命維持としてタンパク質合成や腎臓は働いており、冬眠中の血中尿素濃度、冬眠開始時の糞便タンパク質、クレアチニンなどは活動時と違う値を示すという。クマの冬眠はネズミなどの小動物のものとと比べて異質であるが、冬眠中の動物の生態生理は日本ではあまり研究されていない。
冬季になると夏季より標高の低い場所へ移動する。シベリアの個体群は4 - 5か月にわたり冬眠するとされるが、パキスタン南部の個体群は冬眠しないとされる。冬眠に伴う筋力低下は殆どないといい、機構の解明が進められている。
繁殖様式は胎生。シベリアの個体群は6 - 7月、パキスタンの個体群は10月に交尾を行う。主に2頭の幼獣を産む。授乳期間は3か月半。幼獣は生後1週間で開眼し、生後2 - 3年は母親と生活する。生後3 - 4年で性成熟する。
クマ類では子殺しを行うものが幾つか知られているが、日本のツキノワグマについても2010年代からいくつか観察事例が報告されている。子殺しを行うのは雄成獣が多く、時期は冬眠明けから初夏にかけてが多い。この時期は発情期にあたることから、幼獣を殺すことで雌が新たに発情することを狙っているのではという説が有力である。また、餌の少ない時期であり樹皮剥ぎの被害が出る時期でもあるので餌として捕食する説もある。
飼育下での寿命は約33年。1991年の時点での飼育下の長期生存例として広島市安佐動物公園で推定39年2か月（1948年3月捕獲 - 1987年4月）で死んだ個体（コロ）の例、京都市動物園で推定39年（1975年5月来園 - 2014年11月）で死んだ個体（サクラ）の例がある。

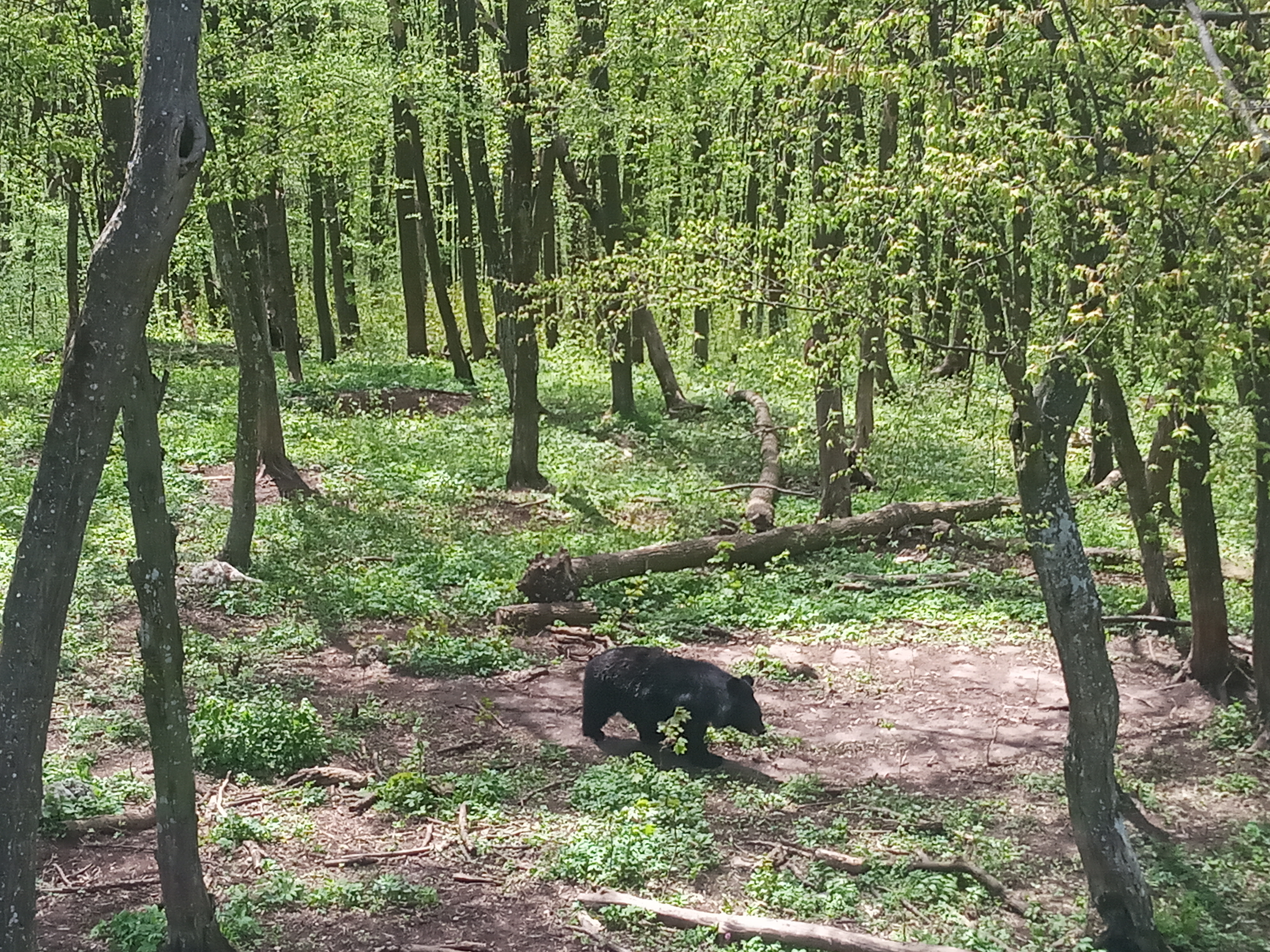
新緑の森を歩く個体
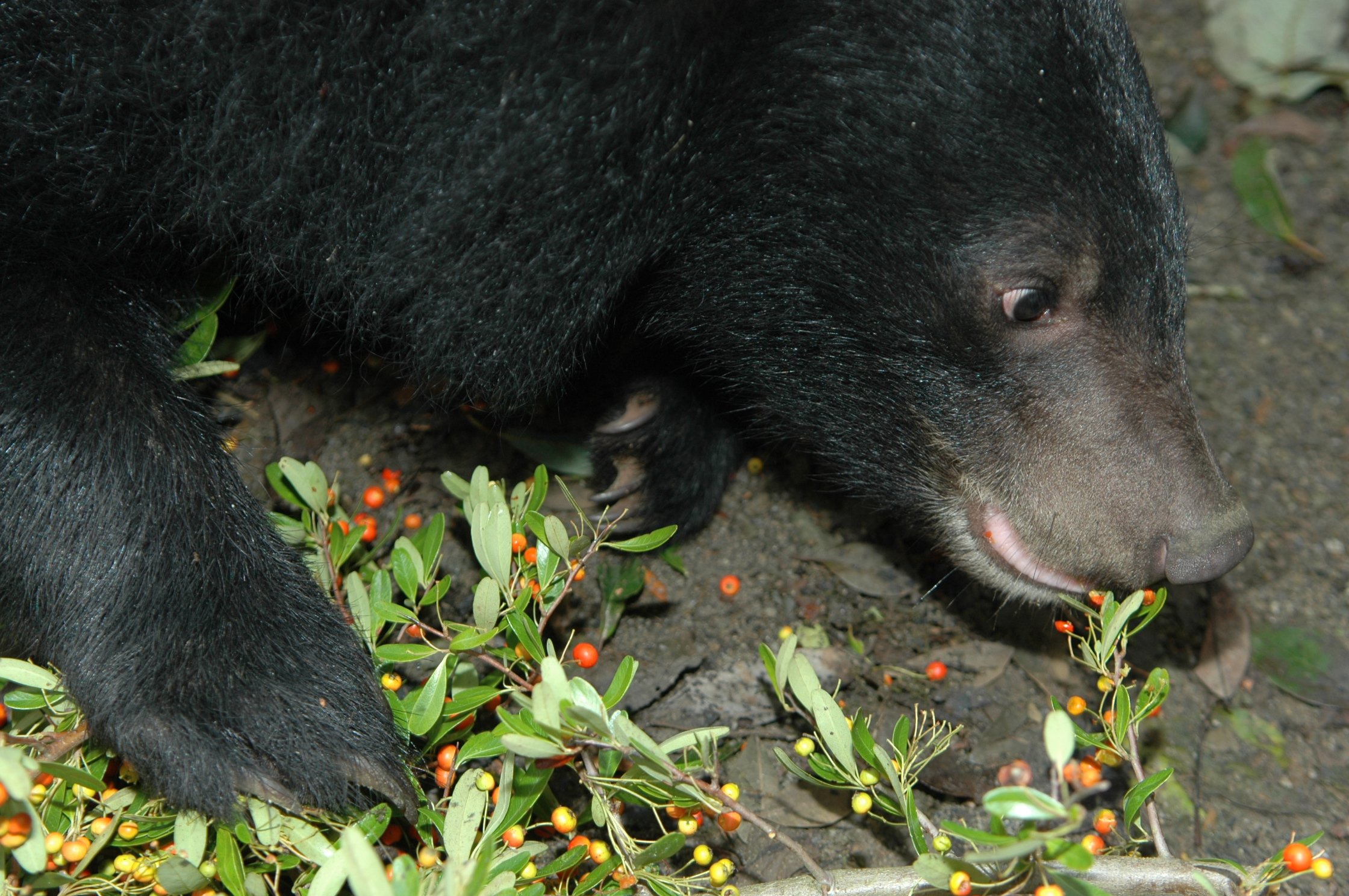
果実を食べる個体
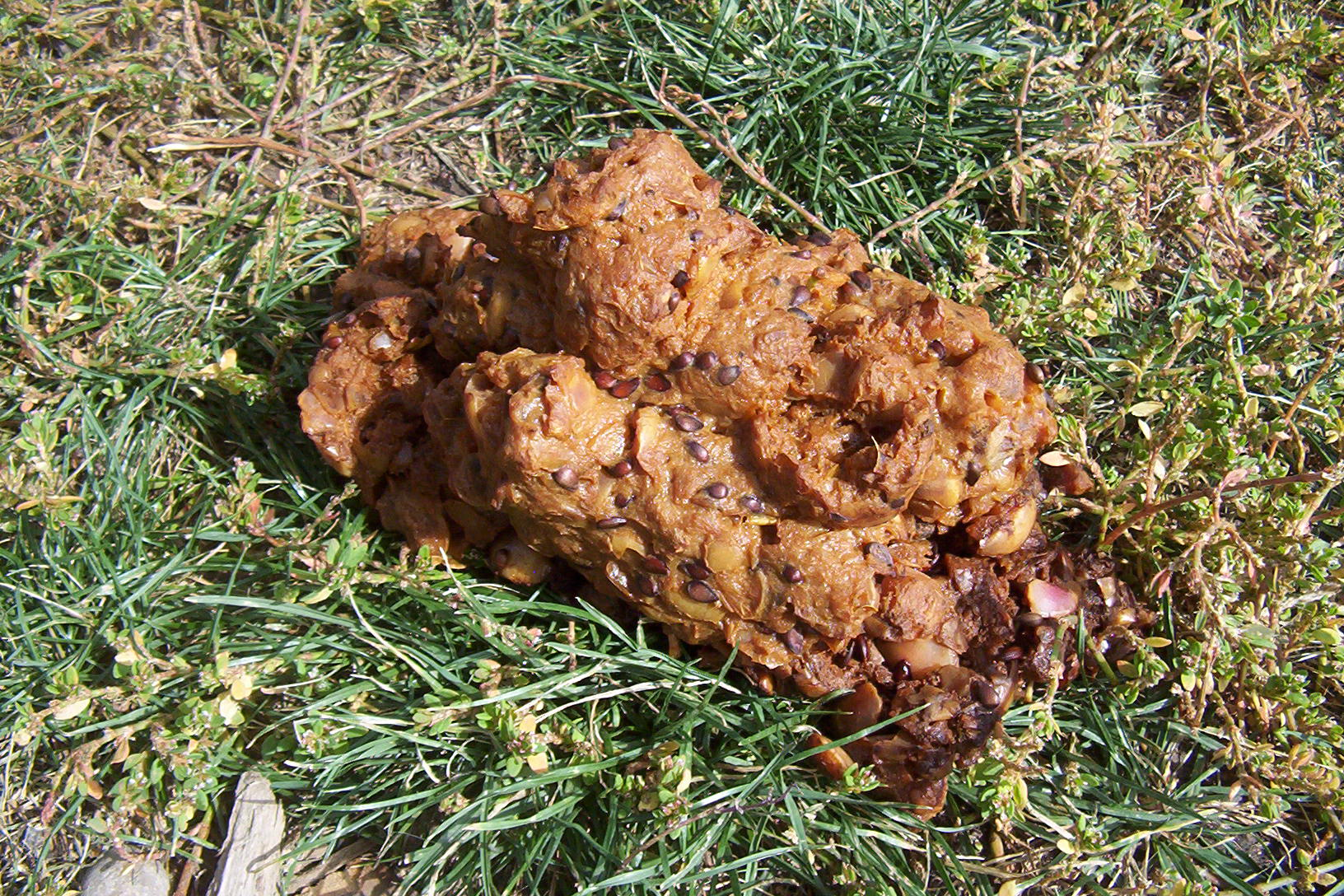
参考：近縁種アメリカクロクマの糞参考：近縁種アメリカクロクマの糞
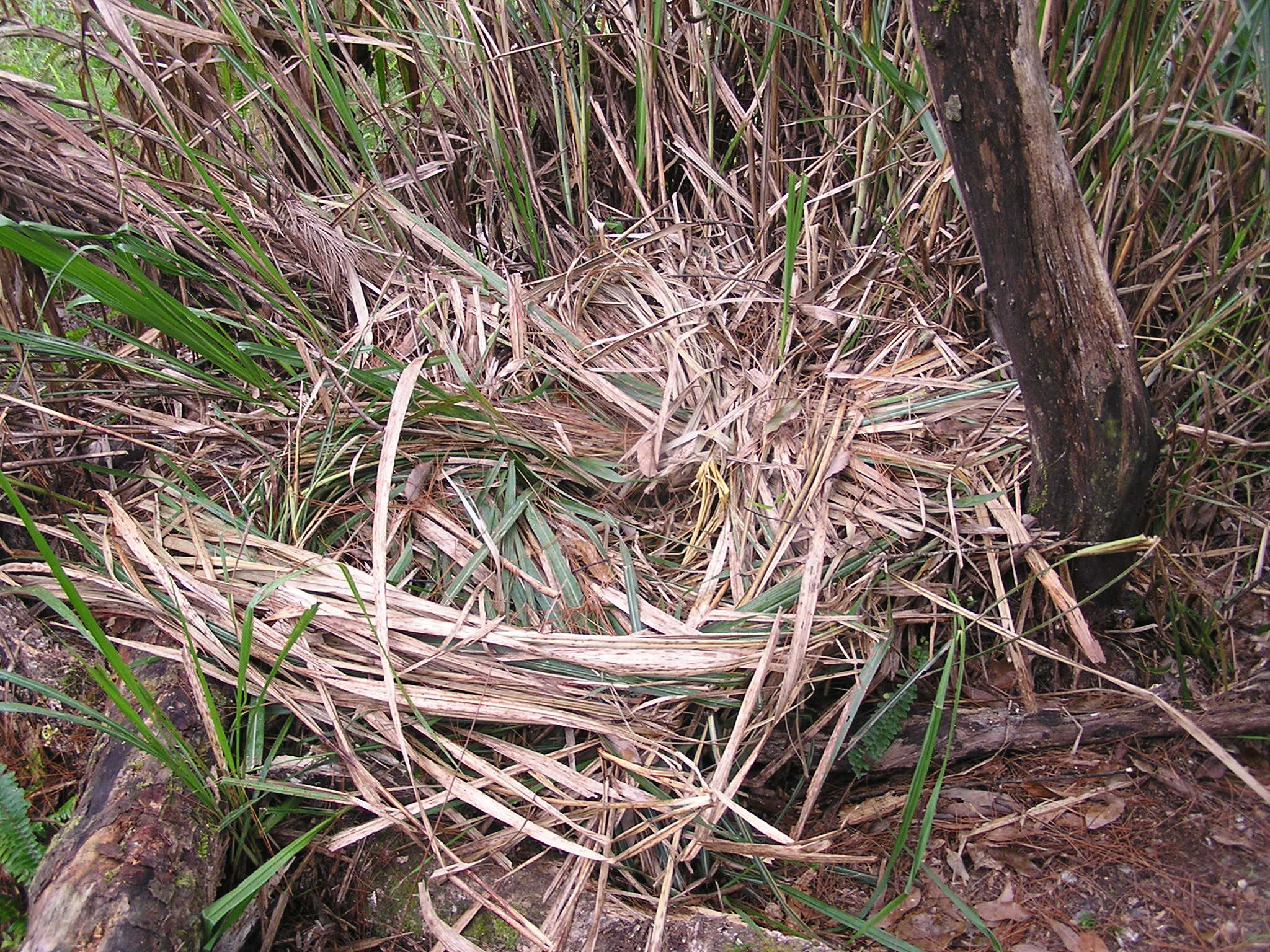
草を倒して作られた寝床

## 分布
東アジア（アジア大陸東部、海南島、台湾、日本）、ロシア沿海地方、インドシナ半島および、ヒマラヤ山脈沿いと中東東部の山岳地帯に分布。インド亜大陸の大半と、東南アジアの島嶼部には分布しない。また、中国の北京周辺やカンボジア一帯は分布を欠き、人間活動や内戦の影響とみられる。分布域の東端はロシア極東および日本、西端はアフガニスタンとイランの国境付近だとされている。気候区分的には熱帯から亜寒帯まで入る。イランにおけるツキノワグマの潜在的な分布可能地域は今後の温暖化で面積が増えることが予想されている。
日本では千葉県を除く本州、四国（剣山山系）に分布する。かつては九州（祖母・傾山山系、九州中央山地など）にも分布したとされるが現在は九州の個体群は絶滅したとされている。

## 人間との関係

### 象徴
東アジアやロシアでは近縁のヒグマや大型肉食獣であるトラやオオカミも含めてクマは力や男性的なものの象徴とされる。逆にドイツなどでは丸みを帯びた体つき、大地を思わせる毛皮の色、子育てなどから女性的なものとして扱われる地域があるという。また、キリスト教圏ではクマの冬眠とその目覚めから復活を連想させる吉兆の動物として扱われる。ただし、これも逆に人に危害を加える悪魔的なものとして描かれる場合もある。
人に近いものとして神聖視され、時に人と交わって子を宿したというような話がアジアのほか、アメリカ原住民、ギリシア神話のカリストーなどにも見られる。朝鮮半島に伝わる建国神話である檀君神話では、人間になりたいと願ったクマが、神に課せられた洞窟での試練を耐えて人間の女になり、伝説上の国王檀君を産んだとされている。トラも同じように願ったが試練に耐えきれず逃げてしまった。日本でも北方の狩猟民族であるアイヌやマタギはクマを山の神や人間と同等の動物と考えていた。台湾原住民もクマを神聖なものとして扱っており、殺すことは極力避けるものの倒した場合は英雄視された。アイヌは殺したクマの霊魂をあの世に送り出すイオマンテという祭り文化を持っており、この際は肥育したクマを用いて生贄にしたという。野生のクマが捕れたときに山の神に感謝するという儀式はアイヌだけでなく、東日本のマタギにも同じような祭りがあったという。一方で人に危害を加えたクマは、悪魔として殺し、再生できないように細かく解体するという風習も各地でよく見られるという。
インドやネパールではクマの背に跨ると病気が治るという信仰がある地域があるという。インド周辺ではツキノワグマの分布はヒマラヤ山脈沿いに局所的なので、より広い分布域を持つナマケグマを使うことが多い 。
日本では、足柄山で金太郎が熊と相撲を取って勝ったという伝説があるが、このクマの種類について河合雅雄 (1996) はツキノワグマと、戸川幸夫 (1978) は「足柄山に居る熊だからヒグマではなく、ニッポンツキノワグマ（ツキノワグマの日本産亜種）に違いない。」と述べている。また、戸川は「水戸黄門漫遊記の中にも雪の山中で黄門が熊に救われたという講談があるが、これもニッポンツキノワグマだ。」と述べている。

### 食用・薬用
肉はいわゆる「熊肉」として食用とされることがあり、日本でもヒグマともども古くから狩猟の対象とされ、稲作の普及が遅く狩猟採集文化が遅くまで残った北日本を中心に現在も続いている。野生動物であるので個体の状態のほか、止め刺しから血抜き、解体及び内蔵処理までの速さと正確さが味を左右する。旬は晩秋で冬眠前のために餌をよく食べ、脂ののりが良いという。
旋毛虫などの寄生虫がおり生食での感染例もあるので、不完全な加熱での摂食は推奨されない。内臓中のカドミウムや鉛の値が高い個体がしばしば見つかっており、生物濃縮による重金属汚染にも留意する必要がある。
日本での調理法は鍋料理や煮物が多い。中国には足の先の部分を長時間煮込んだ「熊掌」（いわゆる「熊の手」）という料理がある。アメリカ先住民もクマを食べていたという。
胆嚢はいわゆる「熊胆」として薬用とされる。薬効成分は胆汁酸の一種のウルソデオキシコール酸とされ、化学合成が可能で代用品もあるが珍重されている。

### 飼育
各地の動物園で飼育されるほか、芸を仕込んでサーカスや見世物として使われる個体もある。いわゆる熊使いなどと呼ばれるものでヨーロッパからインドにかけて各地のクマを使ってよく見られる文化である。
日本では2021年の時点でくま科（クマ科）単位で特定動物に指定されており、2019年6月には愛玩目的での飼育が禁止された（2020年6月に施行）。
アイヌは冬眠明けのヒグマの親子熊を見つけると親熊は殺すが、子熊は連れ帰り祭り（イオマンテ）の生贄用として暫く育てたという。この風習は北海道の他に樺太やロシア極東（アムール川下流域）でも行われていたというが、ツキノワグマ生息地となる本州以南では知られていない。

### 獣害
日本に限らず世界各地で農業、林業、水産業関係を中心に物損もしくは人身の被害が報告されている。
農業では畑や果樹園の作物を食害することのほか、蜂蜜を目当てに来たクマが養蜂の巣箱を壊すなどの被害が出ている。日本におけるクマの被害で特に多い農作物はリンゴ、クリ、カキなどの果樹と飼料用を含むトウモロコシ類である。岩手県での観察事例ではリンゴが熟す時期になるとクマは生活リズムを昼行性から夜行性に変え、人が少ない夜間に果樹園に侵入するという
林業では樹皮剥ぎの被害が大きい。被害時期は初夏に多く、成長の良い大径木の樹皮を剥がすことを好むといわれる。樹皮を剥がされると傷口から腐朽が進むという。樹皮剥ぎの理由はよくわかっていないが、餌が少ないと起こりやすいとする報告がある。近縁種アメリカクロクマでも同じ初夏、同じように針葉樹を中心に被害が発生しており、対策として給餌試験が行われている
北海道に生息するヒグマは樹皮剥ぎの被害が確認されていないが、幹に爪を立てたり背中を擦り付ける習性が知られており、樹種としては針葉樹のトドマツ（Abies sachaliensis、マツ科モミ属）が圧倒的に多いという。また、日本ではニホンジカが同じように樹皮を剥がすことが問題となっている。
水産業では養殖の魚に被害が出ることがある。

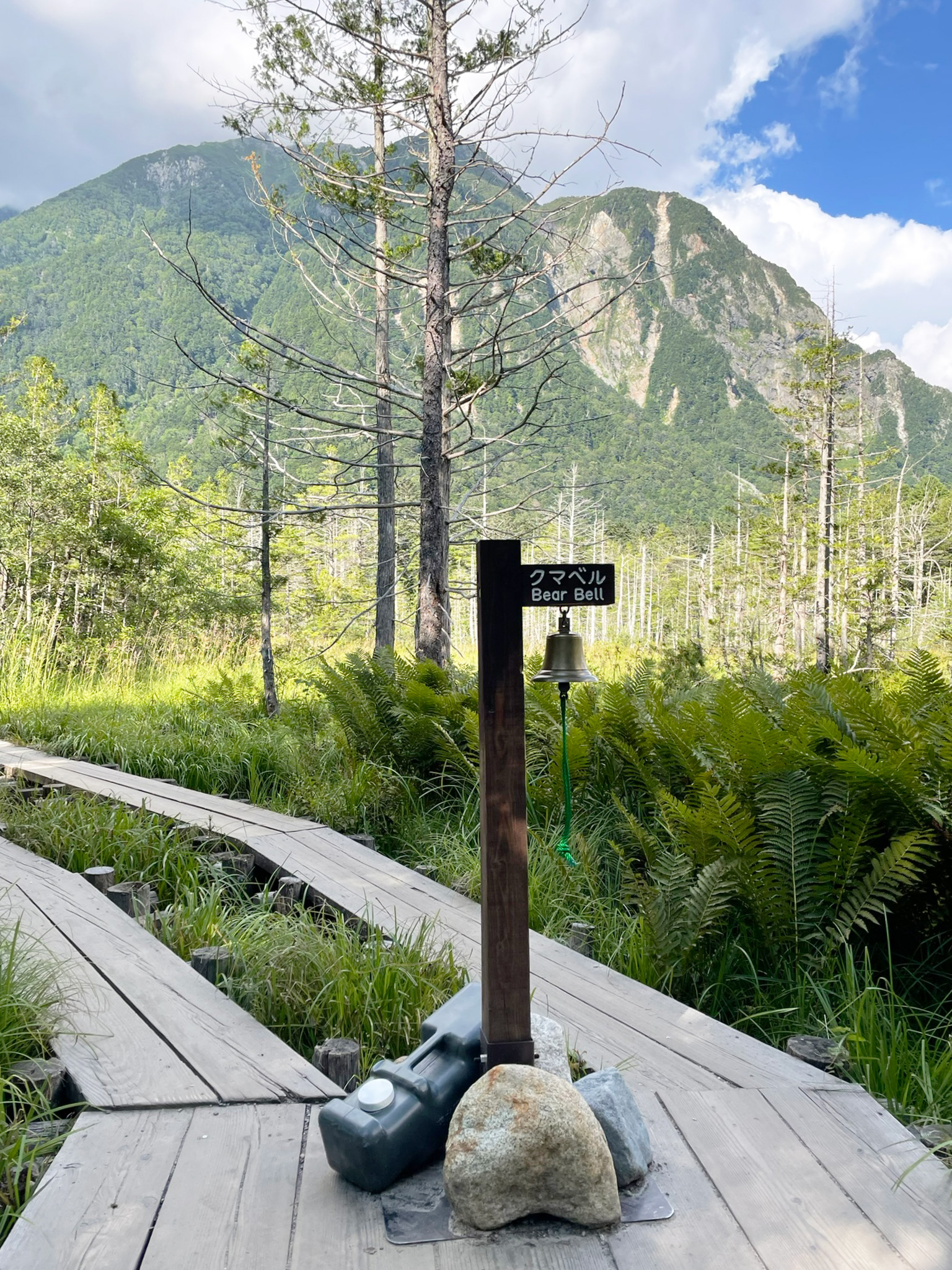
上高地の遊歩道に設置された「クマベル」（観光客が熊害を避けるために鳴らす、クマよけの鈴）

人身被害はこれらの業種に関係する人のほか、登山や山菜取りで山に入ったときにクマに出会った人、山際の集落に住む人などに発生している。インドのシッキム州では2008 - 2013年に少なくとも25人が本種に襲われたことで死亡している。クマによる人身被害は鋭利な前足の爪と牙によって発生する。クマの攻撃は顔を狙うことが多く、被害者は眼球や鼻が損傷しやすいという。人身被害、または著しい物損被害を出した個体は有害鳥獣として捕獲や駆除の対象になる。駆除は猟銃または罠で行う。
一例として2004年には日本全国で109人（うち死亡者2名）、2006年には145人（うち死亡者3名）、2010年には147人（うち死亡者2名）の被害者が報告されている。秋田県鹿角市において2016年に5月下旬から6月の短期間にかけて7人が被害に遭い、うち4人が死亡し遺体を食害された「十和利山熊襲撃事件」の例もある。これは日本における単独のクマによる獣害では、この100年間で最大の死者数である（国内記録で史上3番目）。大正時代北海道の三毛別羆事件に代表される、巨体で肉食性が強く気も荒いというエゾヒグマによる獣害と死者はよく知られるところであるが、比較して体格も小さく弱いとされるツキノワグマでもこれだけの犠牲が現出した。
森林内はもとより、森林と人間の居住エリアとの境界付近であることが多い。また、クマは背中を見せて逃げるものを追う習性があるため、出遭ってしまったときは、静かに後ずさりすべきである。

### 保護活動
大型哺乳類であり食物連鎖の上位にいることから貴重な個体群を中心に保護活動も行われている。食用や毛皮目的の乱獲、駆除などにより生息数は減少している。アフガニスタンでは見られなくなり、バングラデシュや朝鮮半島では絶滅の危険性が高い。保護の対象とされることもあるが密猟されることもあり、中華人民共和国や朝鮮半島へ密輸されているとされる。国際的商取引は禁止されているが、例として1970 - 1993年に大韓民国へ2,867頭が輸入された記録がある。1977年に亜種バロチスタンツキノワグマが、1979年に種単位で絶滅のおそれのある野生動植物の種の国際取引に関する条約（ワシントン条約）附属書Iに掲載されている。旧ソビエト連邦での1970年代における生息数は6,000 - 8,000頭、1985年における生息数は4,600 - 5,400頭と推定されている。中華人民共和国での1995年における生息数は、12,000 - 18,000頭と推定されている。
U. t. formosanus タイワンツキノワグマ
台湾原住民により狩猟の対象とされていた。ブヌン族では共通の祖先をもつという伝承から伝統的に狩猟は禁忌傾向とされるも、仕留めるのが難しいことから狩りに成功すれば英雄視された。原住民の間は本種は攻撃的、狩猟が難しい、希少なことから主流ではなく、主に有蹄類を狩猟する。一方でブヌン族への調査では有蹄類用のくくり罠やトラバサミで混獲されたり、偶然遭遇してしまい狩猟されたりすることもある。伝統的に漢民族では各部位が薬用になると信じられ特に胆嚢の価値が高いとされるが、原住民では文化や味・外部での市場価値が高いことから肉以外の部位は外部の市場に売り払い原住民の間では取引されることはなかった。1960年代以降は野生動物の肉を扱う飲食店が増えたことで、狩猟者が肉や部位全体を売るようになった。例として玉山国家立公園周辺では1980年代以前は販売目的の狩猟は22%だったが、1990年代では59%に増加した。
台湾では1989年に法的に保護の対象とされているが、密猟されることもある。
U. t. japonicus ニホンツキノワグマ
下北半島のツキノワグマ（下北半島個体群）
1998年における下北半島（青森県）の森林率は79 %で減少傾向にあり、一方で人工林率は43 %で増加傾向にある。2008年の時点での生息数は120 - 270頭と推定されている。
絶滅のおそれのある地域個体群（環境省レッドリスト）
紀伊半島のツキノワグマ（紀伊半島個体群）
紀伊半島は古くから林業地帯であり第二次世界大戦後の人工林増加もあり、人工林率は絶滅のおそれがある地域の中でも最も大きい。1994年に奈良県と三重県、和歌山県では狩猟による捕獲が禁止されている。1965年における生息数は335頭、1987年と1999年における生息数はそれぞれ180頭と推定されている。
絶滅のおそれのある地域個体群（環境省レッドリスト）
近畿北部地方のツキノワグマ（近畿北部地域個体群）
近畿地方北部に位置する京都府の推定生息数は、平成14年度（2002年度）の200-500頭から令和2年度（2020年度）の1640頭と回復傾向を見せた。このことから京都府はレッドデータブック（レッドノート）による指定を「絶滅寸前種」から「要注目種」に変更。平成14年度から禁止された狩猟を令和3年度（2021年度）から頭数限定で認めることとなった。
東中国地域のツキノワグマ（中国地方東部個体群）
人工林の増加、道路建設やスキー場建設、イノシシ用の罠による混獲などによる影響が懸念されている。
絶滅のおそれのある地域個体群（環境省レッドリスト）
西中国地域のツキノワグマ（中国地方西部個体群）
自然林の減少、住宅地や人工林の増加、スキー場開発や別荘地造成、イノシシ用の罠による混獲などによる影響が懸念されている。1994年に島根県と広島県・山口県では、狩猟による捕獲が禁止されている。一方で有害駆除は行われており、2006年に239頭、2008年に67頭、2010年に182頭が捕獲されている。1998 - 1999年度における生息数は280 - 680頭、2004 - 2005年度における生息数は300 - 740頭と推定されている。
絶滅のおそれのある地域個体群（環境省レッドリスト）
四国山地のツキノワグマ（四国個体群）
四国山地では、1970年代後半に愛媛県と香川県で絶滅し、1990年代以降は確実な生息が報告されているのは剣山周辺（高知県北東部・徳島県南西部）に限定される。分布域が非常に限定的であることにくわえて、イノシシやニホンジカ用の罠による混獲・道路建設による影響が懸念されている。1986年に高知県、1987年に徳島県、1994年に四国全域で狩猟による捕獲が禁止されている。1996年時点での徳島県における生息数は12頭以上、高知県における生息数は2 - 10頭と推定されている。
絶滅のおそれのある地域個体群（環境省レッドリスト）
九州地方のツキノワグマ（九州個体群）
九州の個体群は捕獲例が1941年、確実な目撃例が幼獣の死骸が発見された1957年以降はなく絶滅したと考えられている。1987年に捕獲例もあるが頭骨の計測から中国地方以北の個体であることが示唆され、ミトコンドリアDNAの分子系統解析でも福井県から岐阜県にかけての個体群と一致する解析結果が得られた。そのため琵琶湖以東の個体あるいは琵琶湖以東の個体に由来する個体が人為的に移入された後に捕獲されたと考えられている。環境省は2007年の第3次レッドリストでは絶滅のおそれのある地域個体群として評価していたが、分子系統解析などの報告を受け九州個体群が絶滅した可能性が高いとして2012年の第4次レッドリストから削除している。それ以前から祖母・傾山系や九州山地・脊振山地では目撃例があるが、仮に野生個体がいても本州からの移入個体が発見されたという前例から遺伝的解析を行わないと九州の個体群とは断定できないという問題がある。宮崎大学の岩本俊孝名誉教授は、クマは長距離を泳げず、たまたま1頭が泳いで海を渡ってもオスとメスが揃わなければ繁殖できないとして、海を渡ってあらたに九州に来ることは考えにくいとしている。
日本国内における個体数は、10,000頭前後と推定されていた。しかし堅果類の凶作年の2004年に約2,300頭、2006年に約4,600頭のクマが捕殺された後も、頻繁に目撃されていることから実態数は不明である。2010年の大量出没年の際に『朝日新聞』が、各都道府県の担当者に聞き取り調査を行った数では16,000頭-26,000頭と幅が大きい上、数十頭の個体数と考えられていた岡山県などで推測数の半分近くが捕獲される例が相次ぎ、誤差の大きさをうかがわせている。
近年でのクマの異常出没の原因・要因として、短期的（直接・至近）要因では、堅果類（ドングリ）の大凶作、同じくドングリを実らせるナラ枯れ等によるナラ枯損面積の拡大が挙げられる。また、長期的背景として、生息数の回復・増加、奥山林の変化、拡大造林地の成熟と生息地シフト、里山地域の放棄と生息変化、餌などの誘引要因の増加（カキなど放置果樹、果樹の大量放棄、残飯・ゴミ）、ハンターの減少、「新世代グマ」の登場などが挙げられる。「新世代グマ（クマ）」とは、人を恐れなくなったクマに対して大学研究者らを含めて使われる呼称である。
行政からは廃棄果樹、ゴミなどの撤去を強く指導しているほか、カキなどの誘引果樹の早期除去、追い払い体制の整備（煙火弾、轟音弾）、警戒と捕獲体制の整備（罠、駆除隊）が今後の行政の課題となっている。中期的対応課題としては、ハザードマップの作成と警戒地区の指定、ベアドッグの訓練と解禁（地区、期間限定の放し飼い）、里山の整備、回廊状構造の整備が挙げられる。また、進入防止用の電気柵や樹皮剥ぎ防止用資材の設置といった非致死的防除手法が導入されるケースもある。
神奈川県では捕獲したツキノワグマを爆竹や花火、唐辛子スプレーを用いて人の怖さを植え付けたうえで山に放す「学習放獣」を実施しており、2019年度までに28頭がこの方法で放獣されたが、再捕獲されたのはそのうちの3頭に留まっている。
ツキノワグマ出没に対して注意報・警報制度を設けている地方自治体もある。日本国政府も重視しており、環境省、農林水産省、警察庁による省庁連絡会議を開催した。エゾヒグマが生息する北海道を含めて、クマによる人身被害は2020年に22道府県で発生している。

## 分類学上の位置づけ
下位として亜種を認めることが多い。川口 (1991)・Wozencraft (2005) に従う。
Ursus thibetanus thibetanus G. Cuvier, 1823 チベットツキノワグマ
ヒマラヤ山脈西部のインド、パキスタン、中国国境が重なる周辺に分布する亜種。この種が基亜種である。
Ursus thibetanus formosanus Swinhoe, 1864 タイワンツキノワグマ
台湾
Ursus thibetanus gedrosianus Blanford, 1877 バロチスタンツキノワグマ
分布域西端のイランやパキスタンでみられる亜種で、赤褐色の体毛で被われる個体が多いという。
Ursus thibetanus japonicus Schlegel, 1857 ニホンツキノワグマ
日本（本州、四国）
Ursus thibetanus laniger (Pocock, 1932) ヒマラヤツキノワグマ（ヒマラヤグマ）
カシミール、パキスタン北部
Ursus thibetanus mupinensis (Heude, 1901) シセンツキノワグマ
中華人民共和国（青海省、甘粛省、陝西省からチベット自治区、広西チワン族自治区、広東省、浙江省にかけて）
Ursus thibetanus ussuricus (Heude, 1901) ウスリーツキノワグマ
中華人民共和国北東部、朝鮮民主主義人民共和国、大韓民国、ロシア南東部
カンボジアでは、野生下でマレーグマと交雑した例が報告されている。

## 名前
和名は「月の輪熊」の意味で胸に出る白い模様を月輪紋様に例えたものである。種小名 thibetanusは「チベットの」という意味で基亜種の分布地に因む。ロシア語名белогру́дый медве́дь（白い胸のクマ）、朝鮮語名は반달가슴곰（半月胸のクマ）、中国語名は亜州黒熊（アジアの黒いクマ）、ベトナム語名はGấu ngựa（黒いクマ）など。その他各地の名前も胸の模様か黒い体色を表すものが多い。旧属名Selenarctosは「月のクマ」の意で、これも前胸部の斑紋に由来する